# WWE Backlash
WWE Backlash — шоу професійного реслінгу, яке проводиться американською компанією WWE, найбільшим у світі промоушеном професійного реслінгу. З 1999 року воно транслюється в прямому ефірі телебачення (PPV), а з 2016 року — через лайвстримінг. З моменту прем'єри в 1999 році було проведено 19-ть заходів, а останній, 19-й, відбувся 4 травня 2024 року на арені LDLC в Десін-Шарп'є в метрополії Ліона, Франція. За винятком шоу, що відбулися з 2016 по 2020 рік, концепція шоу базується на зворотній реакції флагманської події WWE, WrestleMania.
Інавгураційний Backlash у квітні 1999 року став першим щомісячним PPV компанії, проведеним після відміни оригінальних шоу «In Your House», які були щомісячними PPV, що проходили між «великою п'ятіркою» PPV промоушена тих часів: Royal Rumble, WrestleMania, King of the Ring, SummerSlam та Survivor Series. Перший «Backlash» спочатку рекламувався як шоу «In Your House», але брендинг був знятий до того, як подія відбулася. З моменту свого заснування до 2009 року Backlash займав позицію пост-реслманівського PPV і проводився щорічно у квітні, за винятком травневого шоу 2005 року. Після події 2009 року, проведення Backlash було припинено і замінено на Extreme Rules у 2010 році, але через сім років його було відновлено у 2016 році і проведено у вересні того ж року як пост-СаммерСлемівський захід. Шоу у 2017 та 2018 роках відбулися у травні, але це не було PPV після Реслманії. Подія була спочатку запланована і на червень 2019 року, але була скасована і замінена одноразовим заходом під назвою Stomping Grounds. Потім Backlash повернувся у 2020 році і відбувся в червні того ж року. У 2021 році Backlash було перенесено на травень як шоу після Реслманії 37 й таким чином, подія повернулася до своєї початкової концепції: шоу 2021 і 2022 років називалися WrestleMania Backlash, але шоу 2023 року повернулася до своєї початкової назви, зберігши при цьому тему пост-Реслманії. На додачу, захід 2024 року отримав назву Backlash France, оскільки це був перший захід WWE, проведений у Франції, а також перший захід Backlash, проведений за межами Північної Америки.
Подія 2002 року стала найпершим PPV WWE, проведеним після того, як відбулось перше розділення ростеру за місяць до цього. Після розділення на бренди, у 2002 і 2003 роках у шоу брали участь реслери обох брендів — RAW і SmackDown, але з 2004 по 2006 рік Backlash проводився виключно для бренду RAW. Після Реслманії 23 у 2007 році, ексклюзивність PPV була припинена. Отже, у шоу з 2007 по 2009 рік брали участь реслери з брендів Raw, SmackDown та ECW, останній з яких був створений як третій бренд у 2006 році, але розформований у 2010 році. Сам поділ на бренди відмінили у 2011 році, але його відновили у середині 2016 року. Того ж року Backlash був відновлений як ексклюзивне PPV для SmackDown і став першим ексклюзивним PPV WWE після другого поділу на бренди, а в 2017 році він також був ексклюзивним для SmackDown. Після Реслманії 34 у 2018 році, ексклюзивність PPV-шоу була знова анульована й таким чином, події з тої пори включали в себе як реслерів бренду RAW, так і SmackDown.